# Counter-Strike (serie)
Counter-Strike (CS) es una serie de videojuegos multijugador de disparos en primera persona tácticos en los que equipos de terroristas luchan para perpetrar un acto de terror (bombardeo, toma de rehenes, asesinato) mientras que los antiterroristas intentan prevenirlo (desactivación de bombas, rescate de rehenes, misión de escolta). La serie comenzó en Windows en 1999 con el lanzamiento del primer videojuego, Counter-Strike. Inicialmente se lanzó como una modificación («mod») para Half-Life que fue diseñado por Minh "Gooseman" Le y Jess "Cliffe" Cliffe antes de que Valve, los desarrolladores de Half-Life, adquiriera los derechos de propiedad intelectual del mod, quien luego convirtió Counter-Strike en un producto comercializado, lanzado en 2000.
Al Counter-Strike original le siguió Counter-Strike: Condition Zero, desarrollado por Turtle Rock Studios y lanzado en marzo de 2004. Una versión anterior de Condition Zero, que fue desarrollada por Ritual Entertainment, se lanzó junto al título como Condition Zero: Deleted Scenes. Ocho meses después, Valve lanzó Counter-Strike: Source, una nueva versión del Counter-Strike original y el primero de la serie que se ejecutaba en el entonces nuevo motor de videojuegos de Valve, Source. El cuarto videojuego de la serie principal, Counter-Strike: Global Offensive, fue lanzado por Valve en 2012 para Windows, OS X, Xbox 360 y PlayStation 3. Hidden Path Entertainment, que trabajó en Counter-Strike: Source después del lanzamiento, ayudó a desarrollar el videojuego junto a Valve. Counter-Strike 2 se anunció en marzo de 2023 y el videojuego se lanzó públicamente el 27 de septiembre de 2023, reemplazando a Global Offensive.
A lo largo de los años se han creado varios títulos derivados de terceros para los mercados asiáticos. Estos incluyen Counter-Strike Online, Counter-Strike Neo y Counter-Strike Nexon: Studio.

## Jugabilidad
Counter-Strike es un juego de disparos en primera persona táctico multijugador basado en objetivos. Dos equipos opuestos, los terroristas y los antiterroristas, compiten en modos de juego para completar objetivos, como asegurar un lugar para plantar o desactivar una bomba y rescatar o proteger a los rehenes. Al final de cada ronda, los jugadores son recompensados con dinero del juego para gastar en armas más poderosas en rondas posteriores en función de su desempeño individual. Ganar rondas da como resultado más dinero que perder y completar objetivos como matar a jugadores enemigos otorga bonos en dinero. Las acciones no cooperativas, como matar a compañeros de equipo, resultan en una penalización.

## Serie principal
| 2000 | Counter-Strike                   |
| 2001 |                                  |
| 2002 |                                  |
| 2003 |                                  |
| 2004 | Counter-Strike: Condition Zero   |
| 2004 | Counter-Strike: Source           |
| 2004 | Counter-Strike Neo               |
| 2005 |                                  |
| 2006 |                                  |
| 2007 |                                  |
| 2008 | Counter-Strike Online            |
| 2009 |                                  |
| 2010 |                                  |
| 2011 |                                  |
| 2012 | Counter-Strike: Global Offensive |
| 2013 | Counter-Strike: Online 2         |
| 2014 | Counter-Strike Nexon: Studio     |
| 2015 |                                  |
| 2016 |                                  |
| 2017 |                                  |
| 2018 |                                  |
| 2019 |                                  |
| 2020 |                                  |
| 2021 |                                  |
| 2022 |                                  |
| 2023 | Counter-Strike 2                 |

### Counter-Strike
Siendo originalmente una modificación de Half-Life, los derechos de Counter-Strike, así como los desarrolladores que trabajan en él, fueron adquiridos por Valve en 2000. 
El videojuego recibió una versión para Xbox en 2003. También fue portado a OS X y Linux en versión beta en enero de 2013. El lanzamiento completo se dio en abril de 2013.

### Condition Zero
Counter-Strike: Condition Zero, desarrollado por Turtle Rock Studios, se lanzó en 2004. Usó el motor de Half-Life, GoldSrc. Además del modo multijugador, también incluía un modo para un jugador con una campaña "completa" y niveles adicionales. El videojuego recibió críticas mixtas en contraste con su predecesor y fue seguido rápidamente por una nueva entrega a la serie titulada Counter-Strike: Source.

### Source
Counter-Strike: Source fue el primer videojuego lanzado públicamente por Valve que utilizó el motor Source. Counter-Strike: Source se lanzó inicialmente como versión beta para los miembros del programa Cyber Café Program el 11 de agosto de 2004. El 18 de agosto de 2004, la versión beta se lanzó para los propietarios de Counter-Strike: Condition Zero y aquellos que habían recibido un cupón de Half-Life 2 incluido con algunas tarjetas de video ATI Radeon. Si bien el lanzamiento original solo incluía una versión para Microsoft Windows, el videojuego finalmente recibió una versión para OS X el 23 de junio de 2010, y luego una para Linux en 2013.

### Global Offensive
Counter-Strike: Global Offensive fue el cuarto lanzamiento de la serie principal Counter-Strike desarrollada por Valve en 2012. Al igual que Counter-Strike: Source, el videojuego se ejecuta en el motor Source. Estuvo disponible en Microsoft Windows, OSX y Linux, así como en las consolas Xbox 360 y PlayStation 3, y es compatible con versiones anteriores de la consola Xbox One.

### Counter-Strike 2
El 22 de marzo de 2023, Valve anunció Counter-Strike 2, que utiliza el motor de videojuego Source 2. Se anunció originalmente como una actualización gratuita de Global Offensive con fecha de lanzamiento en el tercer trimestre de 2023. El 1 de septiembre de 2023, se lanzó como una versión beta limitada y el videojuego reemplazó a Global Offensive el 27 de septiembre.

## Videojuegos derivados

### Counter-Strike Neo
Counter-Strike Neo es una adaptación arcade japonesa de Counter-Strike. Fue publicado por Namco y se ejecuta en un sistema Linux. El videojuego incluye personajes diseñados con estética anime en una versión futurista de Counter-Strike. Se agregó una selección de misiones para un jugador, minijuegos y eventos de temporada para prolongar el interés del videojuego entre los jugadores.

### SerieOnline
Counter-Strike Online es un spin-off gratuito disponible en gran parte del este de Asia. Fue desarrollado por Nexon, con la supervisión de Valve. Utiliza un modelo de micropago que es administrado por una versión personalizada del back-end de Steam. Anunciada en 2012 y dirigida al mercado de juegos asiático, Nexon desarrolló una secuela titulada Counter-Strike Online 2 en el motor de juego Source y la lanzó en 2013.

### Nexon: Studio
En agosto de 2014 Nexon anunció Counter-Strike Nexon: Zombies, un spin-off gratuito con temática de zombis, desarrollado en el motor de juego GoldSrc. El 23 de septiembre de 2014, se lanzó una versión beta abierta en Steam. El juego se lanzó el 7 de octubre de 2014 y presenta 50 mapas y 20 modos de juego. El juego presenta modos de jugador contra jugador, como combate a muerte en equipo, rescate de rehenes, desactivación de bombas y modos de jugador contra entorno, como misiones de campaña cooperativas y defensa de bases. La recepción de los críticos fue generalmente negativa con críticas dirigidas a la mala interfaz de usuario del juego, las microtransacciones, y los gráficos anticuados. El 30 de octubre de 2019, Counter-Strike Nexon: Zombies pasó a llamarse Counter-Strike Nexon: Studio.

## Juego competitivo
Counter-Strike tiene más de 20 años de juego competitivo a partir del Counter-Strike original. El primer gran torneo se celebró en 2001 en la Cyberathlete Professional League. Cyberathlete Professional League, junto con World Cyber Games y Electronic Sports World Cup estuvieron entre los torneos más importantes de la serie Counter-Strike hasta 2007. Desde 2013, Valve ha patrocinado veinte  Valve Major Championships(Majors) con grandes premios que se han convertido en los torneos más prestigiosos de CS:GO y Counter-Strike 2.

## Recepción
Counter-Strike es considerado uno de los videojuegos de disparos en primera persona más influyentes de la historia. La serie tiene una gran comunidad competitiva y se ha convertido en sinónimo de videojuegos de disparos en primera persona. Para agosto de 2011 la franquicia Counter-Strike había vendido más de 25 millones de unidades. Debido a su popularidad, Counter-Strike ha atraído una considerable atención académica. Los investigadores han utilizado datos de Counter-Strike, entre otros, para examinar el estado de ánimo de los jugadores, el rendimiento de los jugadores obesos, o los cambios en el rendimiento desde el inicio de la Invasión rusa de Ucrania.